# Buntfarbener Putzläufer
Der Buntfarbene Putzläufer (Anchomenus dorsalis, Syn.: Platynus dorsalis), auch Putzkäfer genannt, ist eine kleine, charakteristisch gefärbte Laufkäferart. Sie wurde von Erik Pontoppidan 1763 beschrieben.

## Merkmale
Die Käfer haben Körperlängen von 5,8 bis 7,5 mm. Kopf und Thorax sind metallisch grün. Die ebenfalls blaugrün schimmernden, sehr fein gerippten Flügeldecken weisen vorn je ein sich von der Flügeldeckennaht nach außen hin verbreiterndes rostrotes Feld auf. Anchomenus dorsalis hat rotgelbe Beine; die an der Basis ebenfalls rotgelben Fühler werden zu den Enden hin dunkler. Der Kopf ist ebenso breit wie der Halsschild, wobei letzterer deutlich länger als breit ist.

## Verbreitung und Lebensraum
Die Art hat ein westpaläarktisches Verbreitungsgebiet, das von den Britischen Inseln über ganz Mitteleuropa bis Mittelasien reicht. Nach Norden erstreckt sich das Areal der Art bis Südschweden und Finnland. Der Buntfarbene Putzläufer ist eurytop. Er bevorzugt lehmige, wenig schattige, buschbestandene Hänge und extensiv bewirtschaftete Ruderallebensräume, ist aber ebenso an Waldrändern, unter Hecken, auf Feldern, in Gärten und Friedhöfen zu finden. Die Art kommt vom Tiefland bis in Gebirgstäler vor.

## Lebensweise
Die Nahrung besteht hauptsächlich aus Blattläusen, Raupen und anderen kleinen Insekten. Die Überwinterung erfolgt oft in großen Gesellschaften der Imagines unter Steinen. Gelegentlich überwintern die Tiere aber auch einzeln oder zusammen mit anderen Arten.

## Gefährdung
Die Art ist nicht gefährdet und weit verbreitet.

## Taxonomie
Die Art wurde 1763 von Erik Pontoppidan der Jüngere als Carabus dorsalis erstbeschrieben. Ein weiteres Synonym lautet Agonum dorsale (Pontoppidan, 1763).